# Пралия, Младен
Мла́ден Пра́лия (хорв. Mladen Pralija; род. 28 января 1959, Шибеник, СФРЮ) — югославский и хорватский футболист, помощник главного тренера молдавского клуба «Шериф».

## Карьера

### Клубная
Начал карьеру в «Хайдуке». Затем играл за «Гамбург». После этого вернулся в «Хайдук». Играл в одной команде со Славеном Биличем, Робертом Ярни и Аленом Бокшичем.

### Тренерская
Возглавлял команду «Сингапур Армед Форсес». Затем стал главным тренером клуба «Торонто Кроация». В 2008 году помогал Зорану Вуличу в «Луче-Энергии». Под его руководством прогресса добился вратарь Марек Чех, результатом чего стало его приглашение в московский «Локомотив». При его участии в команду был приглашён опытный вратарь Драган Стойкич. Затем вместе с Вуличем покинул Владивосток. В октябре 2015 года стал помощником главного тренера молдавского клуба «Шериф»

## Интересные факты
Стипе Плетикоса как-то признался, что считает Пралию вторым отцом.